# Alderson (Wirginia Zachodnia)
Alderson – miasto w Stanach Zjednoczonych, w stanie Wirginia Zachodnia, w hrabstwie Greenbrier.